# オウム真理教破壊活動防止法問題
オウム真理教破壊活動防止法問題（オウムしんりきょうはかいかつどうぼうしほうもんだい）とは、オウム真理教に対する破壊活動防止法の適用に関する問題。

## 概要
1995年（平成7年）3月20日に地下鉄サリン事件を起こしたオウム真理教を同年5月に公安調査庁が破壊活動防止法に基づく調査対象団体に指定した。
同年12月14日に政府は破壊活動防止法に基づく解散指定を請求するための手続きを始めることを正式決定した。
法務省と公安調査庁はオウム真理教について以下の点を問題視した。
- 「王国建設の為なら武力行使も許される」とする教義を今も放棄していないこと
- 1994年6月27日に住民との訴訟で道場建設計画の縮小を余儀なくされたことで、担当裁判官を殺害を目的に松本サリン事件を起こして司法制度という国家秩序に対する破壊活動を実施したこと
- 1995年12月時点で教団に約800人の出家信者と約7500人の在家信者がおり、中には毒ガス、毒物を製造する能力を備えた者が残っているほか、年間数億円を集める資金力もあるとみられること
- 宗教法人法の解散命令は任意団体としての宗教・政治活動は制限できないこと

1996年（平成8年）1月から6月までに東京拘置所で身柄拘束されている麻原彰晃が出席したものも含めた教団の弁明手続きが6回行われた。同年7月に公安調査庁は公安審査委員会へオウム真理教への解散指定を請求し、公安審査委員会は12月までに公安調査庁とオウム真理教双方から意見を聴取した。
審理途中の1996年10月28日に任期切れとなる公安審査委員会委員4人について、オウム真理教への破壊活動防止法の団体適用を請求してから3ヶ月が過ぎ、これを受けた公安審査委員会側の証拠分析がある程度進んでいる段階で委員を交代させるのは好ましくないとして、第41回衆議院議員総選挙後の国会で4人の再任人事の同意が行われた。
同年12月28日に公安審査委員会委員の青井舒一が死去したが、公安審査委員会設置法では委員長と委員3人が出席すれば会議を開いたり決定を出したりすることはできると規定されており、審査は既に最終段階に来ていたことから、委員を補充せずに審理する事となった。
1997年（平成9年）1月31日に公安審査委員会は以下の点を要旨とした上で解散請求を棄却した。
- 松本サリン事件はオウム真理教が団体の活動としてその政治目的をもって、殺人、同未遂の行為に及び、暴力主義的破壊活動を行ったものと認められる。
- 「将来の危険」については今後ある程度近い時期に暴力主義的破壊活動を行うことが、顕著な蓋然性をもって、客観的、合理的に認められなくてはならず、それを証拠で認定するにあたっては行政判断とはいえ刑事裁判に準ずるような高度な心証が必要である。
- 1995年上旬の一連のオウム真理教への捜査により、「出家信者が1996年11月時点で約500人に減っており、組織としての求心力が低下している」「破産手続きの進行で信者が活動拠点から退去し、全国130ヶ所以上のアパートなど数人単位で分散生活をしている」「主要幹部は長期の身柄拘束が見込まれ、接見禁止とされている麻原が外部に違法行為を指示することは考えられない」ことなどから、「人的、物的、資金的にも弱体化し、オウム真理教が近い時期に暴力主義的破壊活動に及ぶ明らかなおそれ」があるとは認められない。
- オウム真理教は麻原が教祖を退くことを表明する等の破防法逃れともとれる言動があり、麻原を帰依の対象とし、当時の教義を放棄せず組織を維持しているオウム真理教は現在も危険性を無くしてはいない。
- 公安調査庁の一連の手続きがオウム真理教の施設公開や出家信徒と家族との面会の実施等の変化をもたらし、団体適用の手続きに踏み切った公安調査庁の行動に相当の意義が認められる。
- 今後、オウム真理教に不穏な動きがあれば改めて処分請求ができ、オウム真理教が危険性を消失しているとは言えない以上、公安調査庁は引き続きオウム真理教に対する調査を継続すると思われる。
- オウム真理教の危険性を減少させるために信者の社会復帰を促進することも必要であり、必要な措置を取ることが求められる。

公安審査委員会の決定は6人（委員長:堀田勝二、委員:柳瀬隆次・中谷瑾子・山崎敏夫・山崎恵美子・鮫島敬治）が行った。決定にあたって、委員は採決はせず、委員会の総意としてまとめられた。1996年10月に再任された4人の公安審査委員会委員はオウム真理教の破壊活動防止法適用についての審理を終えたことから、早期に退くことを希望し、1997年5月に辞職をした。

## 関連した動き
オウム側は「オウム破防法適用で民主主義が危ない！」というウェブサイトを開設するなどして反対運動を行った。破防法適用やハルマゲドン勃発に備え、「ファイナルスピーチ」という説法全集を信者に配布し、分散活動の事態に備えた。
日弁連は坂本堤弁護士一家殺害事件をふまえつつも反対を表明した。